# The Navigator Company
The Navigator Company er en portugisisk skovindustrikoncern, der producerer papirmasse, papir og driver skovbrug. De har en årlig omsætning på 1,5 mia. euro og 2.278 ansatte. De bruger eukalyptus som deres primære råmateriale i deres papirmasse og papir.
Semapa ejer 76,7 % af aktierne i selskabet.